# UFC 197
UFC 197: Jones vs. Saint Preux  — событие организации смешанных боевых искусств Ultimate Fighting Championship, которое прошло 23 апреля 2016 года в спортивном комплексе MGM Grand Garden Arena в Лас-Вегасе, штат Невада, США.

## Положение до турнира

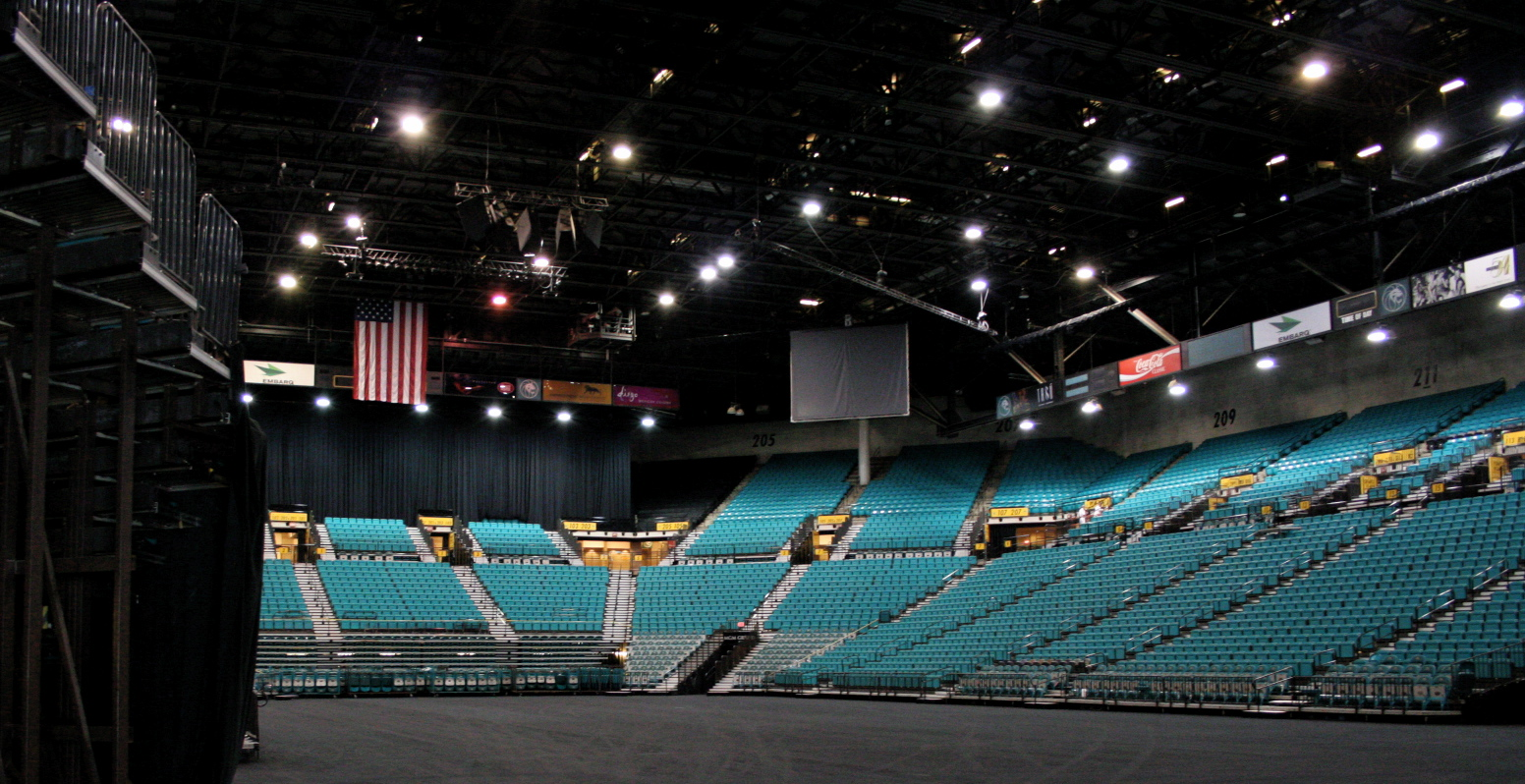
MGM Grand Garden Arena

Изначально UFC планировали провести турнир в Нью-Йорке на арене Мэдисон-сквер-гарден. Однако 25 января стало известно что предварительный иск на разрешение провести турнир в Нью-Йорке был отклонён федеральным судьёй. Согласно постановлению судьи Кимба М. Вуда, федеральный суд не будет выносить решения, ограниченные законом штата, согласно которому смешанные единоборства до сих пор находятся в Нью-Йорке под запретом. 6 февраля стало известно что турнир пройдёт в Лас-Вегасе, штат Невада.
Главным событием станет бой за титул чемпиона UFC в полутяжёлом весе, между Дэниелом Кормье и бывшим обладателем титула Джоном Джонсом. Бойцы уже встречались ранее на UFC 182, и тогда победу единогласным решением одержал Джонс. На UFC 187 Джонс должен был защищать свой титул против Энтони Джонсона, однако 28 апреля стало известно что Джонс лишён титула и отстранён от выступлений из-за проблем с законом. Кормье заменил Джонса в том бою и стал новым чемпионом UFC в полутяжёлом весе.
Деметриус Джонсон будет защищать свой титул чемпиона UFC в наилегчайшем весе против олимпийского чемпиона по вольной борьбе Генри Сехудо.
В январе 2016 Би Джей Пенн заявил о своём намерении вернутся в смешанные единоборства и завоевать пояс в полулёгкой весовой категории. Как ожидается, свой первый бой после восемнадцати месяцев перерыва он проведёт на этом событии.

## Бои
| Категория                    |                       |               | Способ | Раунд | Время |
| Запланированные бои          |                       |               |        |       |       |
| Полутяжёлый веc              | Овинс Сен-Прё         | Джон Джонс    |        |       |       |
| Наилегчайший веc             | Деметриус Джонсон (ч) | Генри Сехудо  |        |       |       |
| Легкий вес                   | Энтони Петтис         | Эдсон Барбоза |        |       |       |
| Средний вес                  | Роберт Уиттакер       | Рафаэл Натал  |        |       |       |
| Полулегкий вес               | Яир Родригес          | Андре Фили    |        |       |       |
| Полусредний вес              | Дэнни Робертс         | Доминик Стил  |        |       |       |
| Женщины, первый наилегчайший | Джессика Агилар       | Джулиана Лима |        |       |       |